# Велиев, Мамедгасан-бек Наджафкули-бек оглы
Мамедгасан-бек Наджафкули-бек оглы Велиев (азерб. Məhəmmədhəsən bəy Nəcəfqulu bəy oğlu Vəliyev, также известен под фамилией Бахарлы (1896, Шуша — 27 июля 1937, Баку) — первый управляющий Азербайджанского государственного банка, экономист, этнограф, жертва Большого террора 1937 — 1938 годов.

## Биография
Мамедгасан-бек Велиев родился в 1896 году в городе Шуша. После окончания образования в гимназии города Баку продолжил образование в Киевском университете на факультете экономической географии, который закончил в 1915 году.
Занимался преподавательской деятельностью в Бакинском государственном университете, основанном в период существования Азербайджанской Демократической Республики. Также на этом этапе жизни занимал должность управляющего Азербайджанским государственным банком. С приходом советской власти продолжил трудовую деятельность в Государственном плановом комитете Азербайджанской ССР.
В 1920 году Бахарлы закончил работу над произведением «Азербайджан: взгляд на географию, природу, этнографию и экономику», в котором впервые в истории азербайджанской науки отдельно рассматриваются проблемы этногенеза. Помимо глубокой информации об этносах, их истории и роли в этногенезе, в произведении рассматривается момент перемещения тюркских племён на территорию современного Азербайджана. По мнению автора, на этой территории первые тюркские племена ещё до 633 года до н.э. напали на племена Киммеров. Однако с приходом скифских племён, которые также считаются тюрками по происхождению, эти племена покинули азербайджанские земли. В произведении Бахарлы также своё отражение получили племена Газах (Гасух), Сабир (Савар), Кенгерли, Шамлы, Гараманлы, Дугар, Афшар, Бахарлы, Зюльгадар и другие. Несмотря на то, что произведение было опубликовано после провозглашения советской власти в Азербайджане, оно писалось в период существования Азербайджанской Демократической Республики, что представляет особую ценность для истории азербайджанской науки.
В течение 1923—1929 годов являлся членом Азербайджанского общества науки и пропаганды. До 1937 года занимал должность секретаря подпольно действующей Азербайджанской национальной организации.
До 1926 года пребывал в ссылке в Соловецком лагере, после возвращения из которого был вторично арестован в 1937 году.
М. Бахарлы был расстрелян 27 июля 1937 года.

## Память
К столетию со дня рождения М. Бахарлы член-корреспондент НАНА, доктор философских наук, профессор Закир Мамедов опубликовал в периодической печати серию из 17 статей, предметом которых стали разнообразные аспекты творчества М. Бахарлы. По инициативе Закира Мамедова 25 мая 1998 года в Институте философии и политико-правовых исследований при Национальной академии наук Азербайджана было проведено юбилейное мероприятие, на котором с отчётом выступили заслуженный деятель науки профессор Сулейман Алиярлы, писатель-журналист Махаммед Бахарлы, Малик Акберзаде (Бахарлы), Закир Маммедов (Бахарлы) и другие.
К 110-летию со дня смерти учёного Орхан Закироглу (Бахарлы) посвятил деятельности учёного статью в газете «Xalq qəzeti».